# Virginia Air and Space Center
Le Virginia Air and Space Center est un musée consacré à l'aéronautique et à l'astronautique situé à Hampton en Virginie.
La capsule d'Apollo 12 (module de commande) y est exposée.

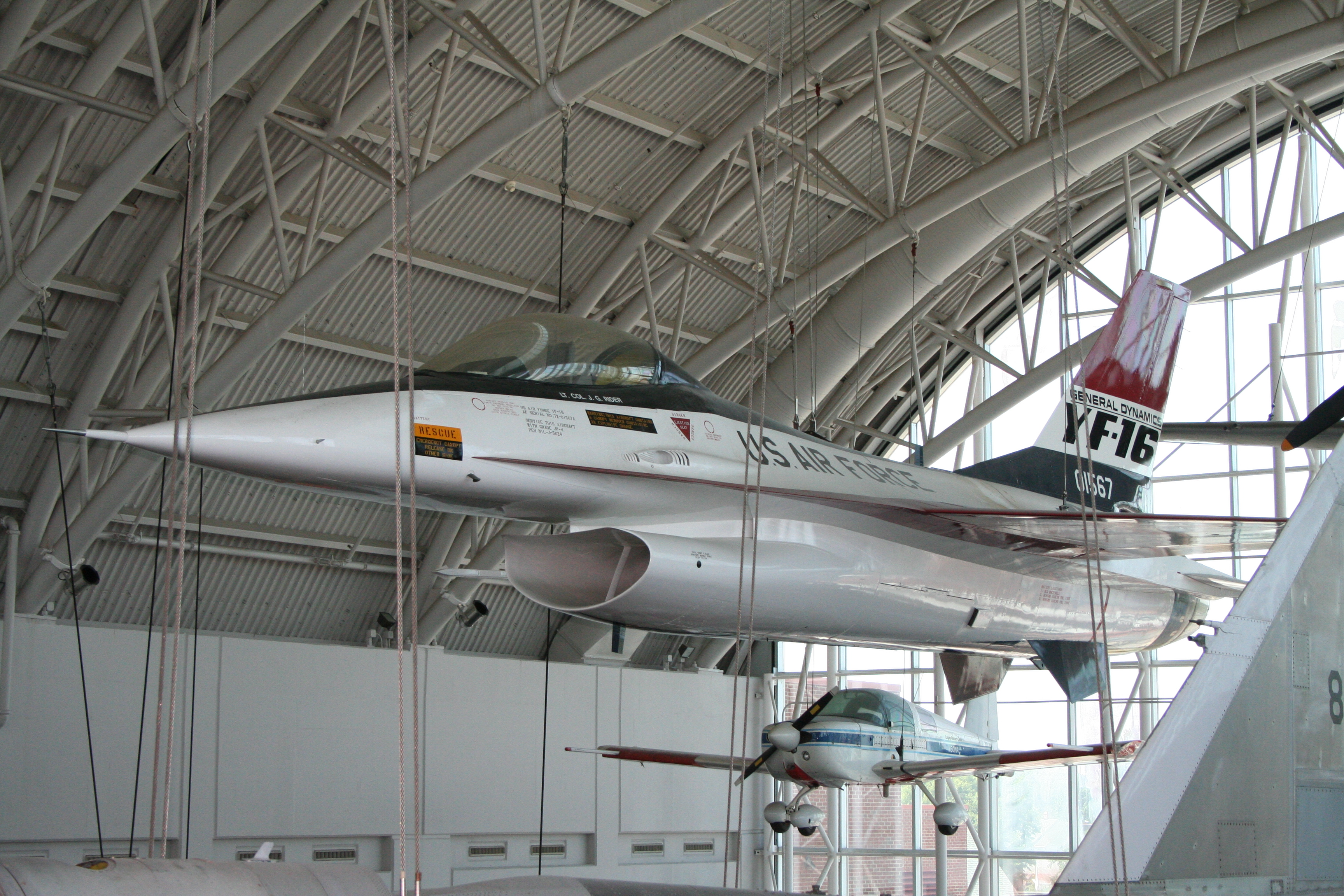
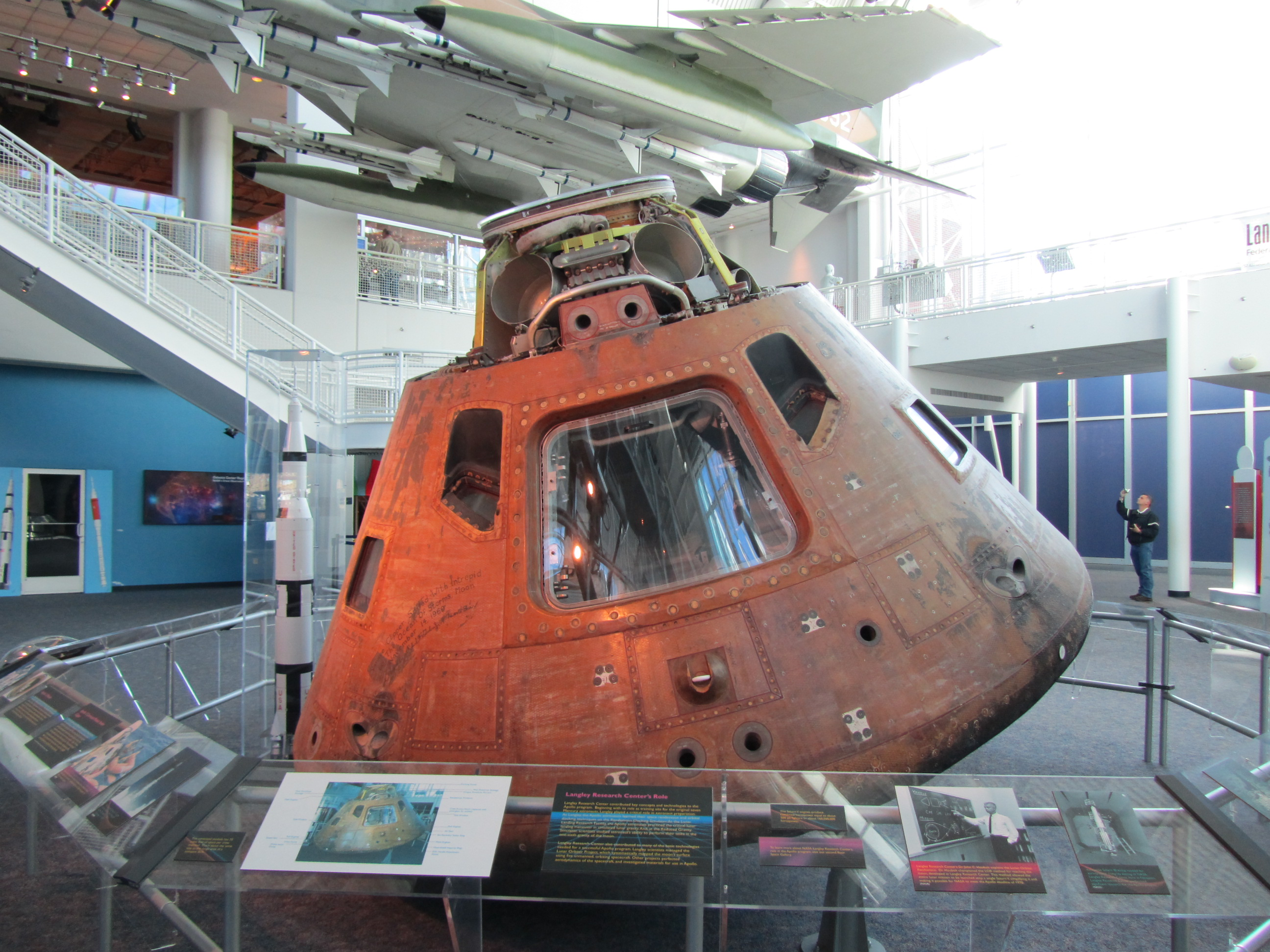
La capsule d'Apollo 12.